# Izrael miniszterelnökeinek listája
| Színmagyarázat | Színmagyarázat             | Színmagyarázat | Színmagyarázat | Színmagyarázat | Színmagyarázat | Színmagyarázat | Színmagyarázat | Színmagyarázat | Színmagyarázat |
| -------------- | -------------------------- | -------------- | -------------- | -------------- | -------------- | -------------- | -------------- | -------------- | -------------- |
|                | Mapaj/HaMa'arakh/Munkapárt |                | Likud          |                | Kádímá         |                | Yesh Atid      |                | Független      |

Az alábbi lista Izrael miniszterelnökeit tartalmazza, időrendben.
| Sorszám | Név                                        | Kép                        | Hivatali idő                             | Hivatali ciklus | Párt                 |
| ------- | ------------------------------------------ | -------------------------- | ---------------------------------------- | --------------- | -------------------- |
| 1.      | Dávid Ben-Gúrión דָּוִד בֶּן-גּוּרִיּוֹן (1886–1973) |                            | 1948. május 14. – 1954. január 26.       | 1–4.            | Mapaj                |
| 2.      | Móse Sárett משֶׁה שָרֵת (1894–1965)            |                            | 1954. január 26. – 1955. november 3.     | 5–6.            | Mapaj                |
| (1)     | Dávid Ben-Gúrión דָּוִד בֶּן-גּוּרִיּוֹן (1886–1973) |                            | 1955. november 3. – 1963. június 26.     | 7–10.           | Mapaj                |
| 3.      | Lévi Eskól לֵוִי אֶשְׁכּוֹל (1895–1969)           |                            | 1963. június 26. – 1969. február 26.     | 11–13.          | Mapaj                |
| 4.      | Golda Meir גּוֹלְדָּה מֵאִיר (1898–1978)          |                            | 1969. március 17. – 1974. június 3.      | 14–16.          | HaMa'arakh           |
| 5.      | Jichák Rabin יִצְחָק רַבִּין (1922–1995)         |                            | 1974. június 3. – 1977. június 20.       | 17.             | HaMa'arakh           |
| 6.      | Menáhém Begín מְנַחֵם בֵּגִין (1913–1992)        |                            | 1977. június 20. – 1983. október 10.     | 18–19.          | Likúd                |
| 7.      | Jichák Sámír יִצְחָק שָׁמִיר (1915-2012)         |                            | 1983. október 10. – 1984. szeptember 13. | 20.             | Likúd                |
| 8.      | Simón Peresz שִׁמְעוֹן פֶּרֶס (1923–2016)         |                            | 1984. szeptember 13. – 1986. október 20. | 21.             | Munkapárt            |
| (7)     | Jichák Sámír יִצְחָק שָׁמִיר (1915-2012)         |                            | 1986. október 20. – 1992. július 13.     | 22–24.          | Likúd                |
| (5)     | Jichák Rabin יִצְחָק רַבִּין (1922–1995)         |                            | 1992. július 13. – 1995. november 4.     | 25.             | Munkapárt            |
| (8)     | Simón Peresz שִׁמְעוֹן פֶּרֶס (1923–2016)         |                            | 1995. november 22. – 1996. június 18.    | 26.             | Munkapárt            |
| 9.      | Benjámín Netanjáhú בִּנְיָמִין נְתַנְיָהוּ (1949–)   |                            | 1996. június 18. – 1999. július 6.       | 27.             | Likúd                |
| 10.     | Ehúd Bárák אֵהוּד בָּרָק (1942–)                |                            | 1999. július 6. – 2001. március 7.       | 28.             | Egy Izrael/Munkapárt |
| 11.     | Aríél Sárón אֲרִיאֵל שָׁרוֹן (1928–2014)         |                            | 2001. március 7. – 2006. április 14.     | 29–30.          | Likúd/Kádímá         |
| 12.     | Ehúd Olmert אֵהוּד אוֹלְמֶרט (1945–)            |                            | 2006. április 14. – 2009. március 31.    | 31.             | Kádímá               |
| (9)     | Benjámín Netanjáhú בִּנְיָמִין נְתַנְיָהוּ (1949–)   |                            | 2009. március 31. – 2021. június 13.     | 32.             | Likúd                |
| 13.     | Naftáli Benet נפתלי בנט (1972-)            | Naftali Bennett (portrait) | 2021. június 13. – 2022. július 1.       | 33.             | Jamina               |
| 14.     | Jaír Lapid יאיר לפיד (1963-)               | Yair Lapid (portrait)      | 2022. július 1. – 2022. december 29.     | 34.             | Yesh Atid            |
| (9)     | Benjámín Netanjáhú בִּנְיָמִין נְתַנְיָהוּ (1949-)   | Yair Lapid (portrait)      | 2022. december 29. –                     | 35.             | Likud                |